# Eceabat (district)
Eceabat is een Turks district in de provincie Çanakkale en telt 9493 inwoners (2007). Het district heeft een oppervlakte van 468,3 km².
De bevolkingsontwikkeling van het district is weergegeven in onderstaande tabel.
| 1997 | 2000 | 2007 |
| ---- | ---- | ---- |
| 9419 | 9929 | 9493 |